# Sebastiaan Dionisius Douven
Sebastiaan Dionisius Douven (Schinnen, 19 april 1899 – Bergen (L), 12 november 1950) was een Nederlands politicus. 
Hij werd geboren als zoon van Jan Hendrik Douven (1864-1925; landbouwer) en Hubertina Sophia Heijnen (1863-1927). Hij was landbouwer voor hij in 1927 benoemd werd tot burgemeester van Nieuwstadt. Vanaf 1932 was Douven burgemeester van de gemeente Melick en Herkenbosch en vijf jaar later volgde zijn benoeming tot burgemeester van Bergen. In 1946 was J.M.H.F.J. baron de Weichs de Wenne enige tijd plaatsvervangend burgemeester van Bergen. Douven overleed in 1950 tijdens zijn burgemeesterschap op 51-jarige leeftijd. 